# José Azmitia
José Azmitia González (18 de marzo de 1860, Ciudad de Guatemala -ibídem, 29 de junio de 1946) fue un líder conservador guatemalteco que participó activa y decididamente en las gestas cívicas contra el gobierno de Manuel Estrada Cabrera en 1920 y luego contra el gobierno de facto del general José María Orellana.

## Biografía

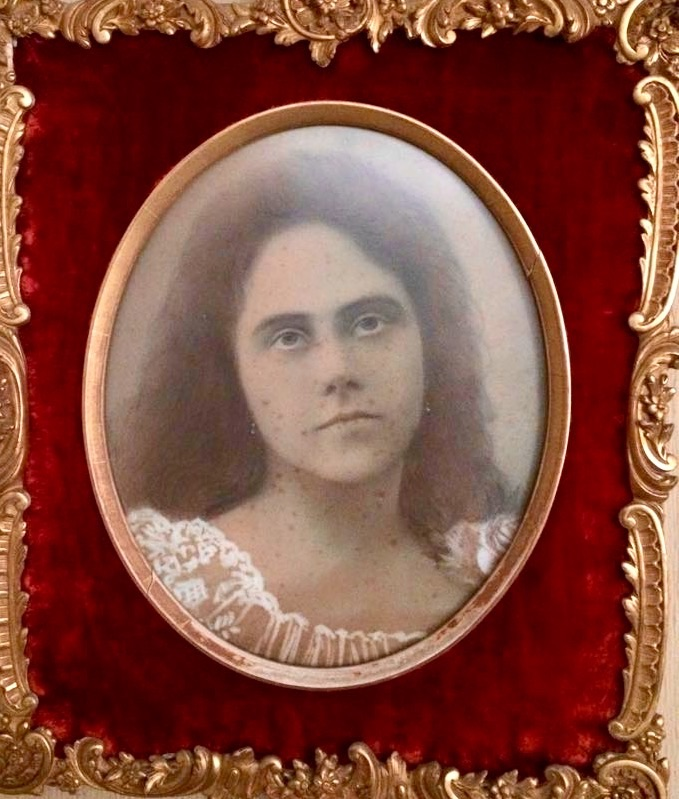
Josefina Gómez Tible, segunda esposa de Azmita. Era hija del intelectual Agustín Gómez Carrillo y hermana del reconocido escritor Enrique Gómez Carrillo.

Azmitia se casó en primeras nupcias con María Toriello y en su segundo matrimonio con Josefina Gómez Tible, hermana del escritor Enrique Gómez Carrillo e hija del intelectual Agustín Gómez Carrillo.
Azmitia pertenecía a las élites de los criollos conservadores de Guatemala, y su partido se encontraba muy debilitado luego del triunfo de la Reforma Liberal en 1871, la expulsión de las órdenes regulares en 1873 y la expulsión del arzobispo Ricardo Casanova y Estrada en 1887.  Aunque Casanova y Estrada regresó en marzo de 1897 y había logrado que se abriera el Colegio de Infantes y el Seminario Mayor para fomentar la educación religiosa, su muerte en 1913 propició la elección de un arzobispo plegado a los designios del presidente, Manuel Estrada Cabrera, quien estaba en el poder desde 1898.

### Lucha contra Estrada Cabrera

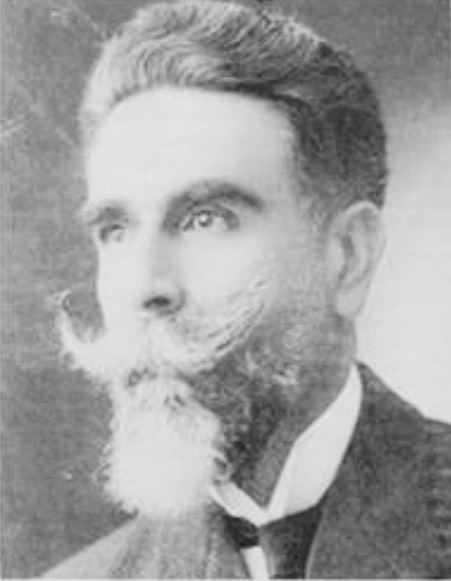
Azmtia González en la década de 1920.

Azmitia laboraba como administrador en una reconocida cercevería guatemalteca y se mantenía al margen de cualquier actividad política.  Sin embargo, tras el Atentado de La Bomba y las persecuciones que ocurrieron contra los perpetradores y sus familias en 1907, Azmitia se dio cuenta de la situación en que se encontraba Guatemala.
Tras el Atentado de los Cadetes en 1908, la policía del presidente Estrada Cabrera averiguó que en una casa de esquina de la 19 calle en el Centro Histórico de la Ciudad de Guatemala se habían reunido los cadetes conspiradores; esta casa era propiedad de los dueños de la cervecería para la que laboraba Azmitia.  Cuando fue llamado para que declarara que sus patronos habían alquilado dicha casa aún sabiendo que se la destinaba para reuniones de los revolucionarios, Azmitia no solamente se negó a acusarlos sino que se hizo responsable.  Por su desafío fue reducido a prisión en la Penitenciaría Central de Guatemala, y amenazado de que iban a darle de palos; pero Azmitia resistió el castigo. Tras recibir más de cien palos sin proferir una sola queja, fue llevado a una bartolinaen la que depositaban los cadáveres de los opositores al gobierno.  Al día siguiente continuaron con el castigo, pero Azmitia nunca se quejó ni pidió clemencia.  Al darse cuenta de que los palos no hacían efecto en su persona, lo dejaron prisionero y le dijeron que sería libre cuando así lo solicitara; pero no lo hizo. Él mismo lavaba su ropa para que no llegaran manchadas de sangre a su casa.
Mientras estuvo en prisión murió su esposa, María Teresa Toriello;  Azmitia González pidió permiso para asistir al sepelio y el director de la Penitenciaría le consultó al presidente Estrada Cabrera al respecto. Éste le constestó que le concediera el permiso y que Azmitia no necesitaba escolta alguna ya bastaba con pedirle que diera su palabra de honor de que regresaría para que lo hiciera.  Y así se hizo: Azmitia González estuvo presente en el entierro, luego fue a su casa a atender algunos asuntos personales y a las once de la noche regresó a la Penitenciaría, en donde fue vapuleado a la hora reglamentada.
Durante su permanencia en la cárcel Azmitia asistió a suplicios que le mostraron lo terrible de la administración del presidente Estrada Cabrera.  Al fin, lo dejaron libre.  El presidente lo mandó a llamar al palacio del Ejecutivo y le dijo: «He comprendido que usted es inocente, don José, y respeto su entereza; vaya en paz.»  Al salir, los guardias le hicieron un saludo militar y un cuerpo de jóvenes cadetes, que quedaron libres el mismo día, lo acompañaron como una escolta hasta su casa.
A partir de ese momento, Azmitia se dedicó a trabajar con todos aquellos que tenían una queja en contra del presidente y juró no dormir en su cama hasta que Estrada Cabrera saliera del gobierno: durante doce años se acostó sobre un colchón al pie de su cama. Pero también, tras este fallido atentado, el presidente Estrada Cabrera incrementó el nivel de tiranía en su gobierno y no permitió ningún tipo de oposición.

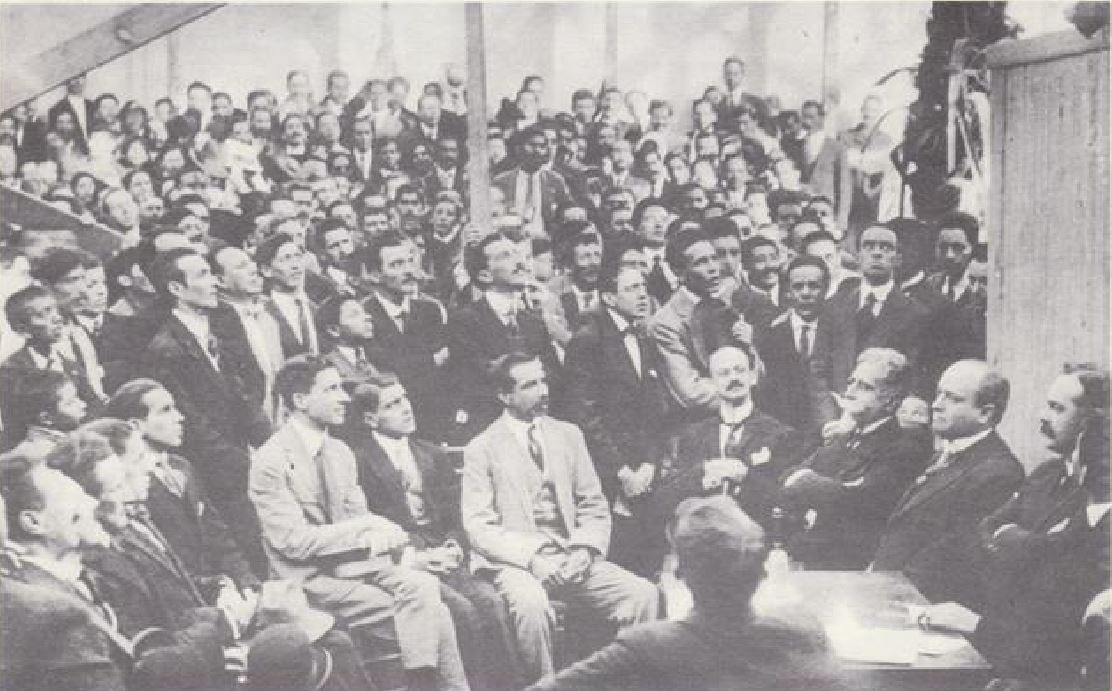
Fotografía tomada en la «Casa del Pueblo» en diciembre de 1919, al momento de firmar el Acta de los Tres Dobleces. Se observa a los líderes conservadores de Guatemala sentados al frente de la fotografía: primero de derecha a izquierda, Dr. Julio Bianchi y tercero de derecha a izquierda, ciudadano José Azmitia.

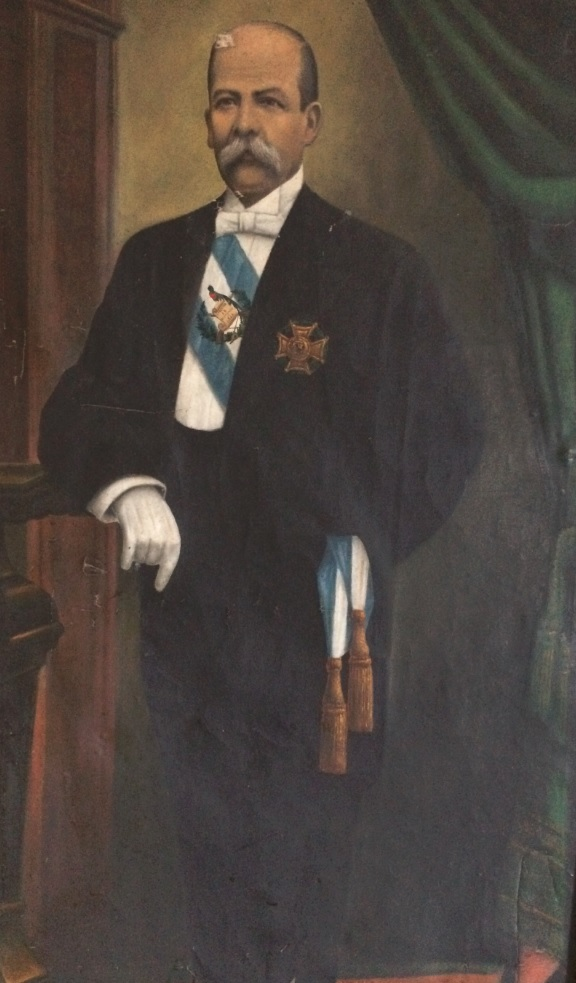
Retrato del presidente Manuel Estrada Cabrera durante su último mandato presidencial.

La oposición formal contra Estrada Cabrera, quien llevaba veintidós años en el poder, se inició cuando el obispo José Piñol y Batres inició sus sermones contra el Gobierno en la Iglesia de San Francisco en 1919, por instrucciones de su pariente, el líder conservador Manuel Cobos Batres. Por primera vez la Iglesia Católica guatemalteca pronunciaba un discurso opuesto a las políticas del presidente. Tras las primeras conferencias, Azmitia besó la mano del obispo y se puso incondicionalmente a sus órdenes.
Por otra parte, Cobos Batres consiguió entusiasmar a los líderes conservadores Tácito Molina, Eduardo Camacho, Julio Bianchi y Emilio Escamilla quienes junto con Azmitia formaron un partido que se rebelara contra el férreo gobierno de Estrada Cabrera. El partido inició su actividad política con el apoyo de muchos sectores, entre los que destacaron los estudiantes de la Universidad Estrada Cabrera y los obreros de la capital, quienes bajo el liderazgo de Silverio Ortiz Rivas fundaron el Comité Patriótico de Obreros.
El nuevo partido se llamó Unionista, a propuesta de Tácito Molina, para diferenciarlo tanto del Partido Liberal como del Conservador y reunir en sus filas a todos aquellos «hombres de buena voluntad, amantes de la libertad y la democracia, y con el ideal de la unión centroamericana». La primera sede oficial del partido, inaugurada en 1920, fue una casa propiedad de la familia Escamilla situada en la esquina sudeste de la 4.a avenida y la 12 calle de la zona 1, la cual fue pronto conocida como la «Casa del Pueblo». Tácito Molina fue también el encargado de redactar el acta de fundación del partido, la cual fue suscrita por cincuenta y un ciudadanos, entre los que estuvo Silverio Ortiz Rivas, líder obrero capitalino, el 25 de diciembre de 1919 y llegó a ser conocida como el Acta de los Tres Dobleces, ya que las firmas se añadieron en una hoja de papel doblada tres veces. El documento se hizo circular en la capital hasta el 1.o de enero de 1920, cuando se depositó una copia de ella debajo de la puerta de cada casa.
Estrada Cabrera se vio obligado a aceptar la oficialización del Partido Unionista, pues había presión política tanto interna como internacional. El 1 de marzo de 1920, durante la inauguración del período de sesiones de la Asamblea Nacional Legislativa, se reconoció al partido y quedó oficializada su existencia. A partir de entonces, Estrada Cabrera reiteró públicamente su voluntad de atender los deseos de la comunidad internacional para dar mayor apertura política, pero se seguía arrestando a los simpatizantes unionistas. El 11 de marzo de 1920, los unionistas convocaron a una manifestación en la que participaron treinta y dos mil ciudadanos y en la cual el abanderado fue Azmitia González, quien portaba la bandera de Centroamérica. Previamente había quedado convenido que Azmitia sería el abanderado durante el primer tercio del trayecto y luego lo serían otros dos prominentes miembros del partido, pero cuando se inició la marcha, recibió un mensaje del partido que le deía: «Chepe, cuídate porque hay tiradores apostados sobre los tejados, con orden de matar al que lleve la bandera». Azmitia guardó el mensaje y cuando llegó el momento de entregar la bandera a los otros miembros del partido, se negó rotundamente a hacerlo aunque éstos se quejaran de que era un exhibicionista pues desconocían de la existencia de los francotiradores.
Como se esperaba, esta manifestación fue reprimida por el Gobierno. Estrada Cabrera había instruido a sus agentes para que con la ayuda de prisioneros que sacaron de las cárceles provocaran desórdenes al paso de la manifestación mientras que tres o cuatro de los mejores tiradores del ejército estaban apostados estratégicamente esperando cualquier distrubio para disparar sobre el abanderado.  Pero al llegar el momento de disparar no lo hicieron, porque su honor militar no les permitió disparar sobre la bandera que a la distancia parecía la de Guatemala, a pesar de ser la de Centroamérica. El Ejército no disparó contra los manifestantes, pero sí lo hizo la policiía provando varios muertos y heridos, lo que causó indignación generalizada y unió al pueblo guatemalteco y a la comunidad internacional en contra de Estrada Cabrera. El presidente se dio cuenta entonces de que el pueblo ya no era dócil y manejable. Para entonces, ya se habían organizado más de ciento cincuenta clubes o filiales del partido en todo el país. El 18 de marzo, todo el personal de correos y aduanas se unió al nuevo partido, acción que inmediatamente fue imitada por el personal de telégrafos.
La Asamblea Nacional Legislativa, dirigida entonces por Adrián Vidaurre, quien había sido un alto funcionario durante la mayor parte del gobierno cabrerista, declaró mentalmente incapaz al presidente para gobernar y designó al ciudadano Carlos Herrera y Luna como presidente interino. A partir de este momento, hasta quienes le apoyaron y alabaron durante su largo gobierno le dieron la espalda. La Asamblea Nacional declaró a Manuel Estrada Cabrera mentalmente incompetente para gobernar mediante el Decreto 1022 del 8 de abril de 1920. 
Finalmente llegó la lucha armada. El presidente resistió desde su residencia oficial de La Palma hasta que fue derrotado tras cruentos combates durante la llamada Semana Trágica de 1920. Desde allí Estrada Cabrera cañoneó, con ayuda de los cuarteles Matamoros y San José, a las fuerzas unionistas en un último intento de conservar el poder, que ostentaba dese 1898 y había mantenido a través de amañadas elecciones en 1905, 1911 y 1917.  Estrada Cabrera también bombardeó la capital desde La Palma en un intento de atacar el supuesto cuartel general de los unionistas en la finca El Zapote. Finalmente se rindió el 14 de abril de 1920 junto con el único colaborador que estuvo con él hasta el final, el poeta peruano José Santos Chocano. 

### Segundo matrimonio y fin de su carrera política
Tras el golpe de Estado del 5 de diciembre de 1921, el presidente Carlos Herrera y Luna fue derrocado por un triunvirato militar encabezado por el general José María Orellana -antiguo jefe del Estado Mayor de Estrada Cabrera- y los generales Lima y Larrave.  Los miembros de su gabinete que pertenecían al partido unionista fueron encarcelados, entre ellos Azmitia González, quien era el presidente del Tribunal de Cuentas.
Por entonces, Azmitia cortejaba a la señora Josefina Gómez Tible, hermana del escritor cabrerista Enrique Gómez Carrillo quien residía en Francia y exesposa de Francisco Sáchez Latour, quien había fungido como embajador de Guatemala en Washington.  Josefina Gómez conocía al nuevo presidente, el general Orellana, y decidió hacer algo para liberar a su pretendiente.  Enterada de que luego de anocher ciertas meretrices eran admitidas en la casa presidencial e informada por el hijo de su cocinera -quien era sargento que estaba frecuentemente de guardia en dicho lugar- de que el general se encerraba en un pequeño despacho entre las nueve y las once de la noche a atender sus asuntos, decidió disfrazarse y llegar a pedir la libertad de Azmitia González. Alquiló un lujoso carruaje y usando un vestido de largo escote y que mostraba sus pantorrillas, llegó a la casa presidencial en donde los soldados la confundieron con una de las visitantes cotidianas y no le impidieron el paso; llegó así hasta el despacho de Orellana sin ser molestada.  Orellana estaba en su despacho leyendo unos documentos con un pequeño revólver al alcance de la mano; cuando la vio, se echó a reír y le dijo: «Entre Josefinita, mire que bien me cuidan, ha entrado usted como en su casa. Ya sé que quiere: casarse con don José.  Está bien. Mañana a las once estará el jefe político en la Penitenciaría. Si don José promete, frente a ese funcionario, no meterse en [política], saldrá inmediatamente libre y no lo molestaré.»
Azmitia González respetó su palabra y ya no volvió a participar en política; incluso, cuando el general Jorge Ubico lo invitó a participar en su gabinete en la década de 1930, rechazó la oferta, fiel a su palabra.
En cuanto a su matrimonio, éste fue un dilema.  Siendo conservador, era católico observante y por lo tanto casarse con una divorciada era una acción pecaminosa.  Entonces, para dar el paso se casó por medio de una carta poder el 4 de marzo de 1922.  Cuando el primer esposo de Josefina Gómez murió en 1927, entonces los nuevos esposos tuvieron a su primera hija, María Antonieta Azmitia Gómez.

### Participación en la caída de Jorge Ubico

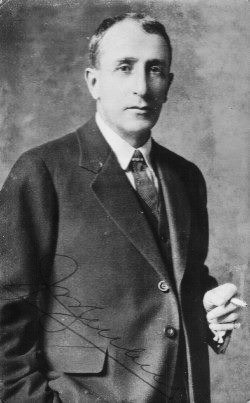
General Jorge Ubico Castañeda, presidente de Guatemala entre 1931 y 1944.

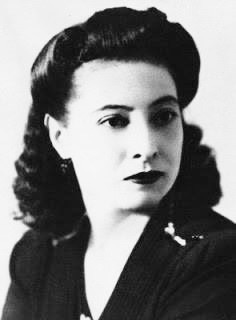
Profesora María Chinchilla Recinos en 1940. Su muerte violenta durante la manifestación luctuosa del 25 de junio de 1944 precipitó los acontecimientos que resultaron en la renuncia del presidente Ubico Castañeda el 1.° de julio de 1944.

Azmitia González no participó en política desde su juramento a su segunda esposa, pero cuando la situación del país se tornó crítica en junio de 1944, regresó a la participación activa.  El 22 de junio de 1944, luego de más de un mes de protestas en contra del gobierno del general Jorge Ubico, un documento firmado por 311 individuos -entre quienes estaba Azmitia González- fue enviado al presidente tras la supresión de las garantías constitucionales que éste ordenó tras las protestas.  Se reproduce a continuación por su importancia histórica:
| Señor Presidente de la República: Los suscritos ciudadanos guatemaltecos, en ejercicio del derecho garantizado por el artículo 22 de la Constitución de la República, nos dirigimos a usted con las protestas de nuestro mayor respeto y exponemos: El día de hoy promulgó su gobierno el Decreto No 3114 que restringe las garantías constitucionales. La parte considerativa de esta disposición consiga que elementos disociadores de tendencias nazi-facistas perturban gravemente la paz de la República procurando obstaculizar al gobierno el mantenimiento del orden. Es por todos conocida la génesis de ese Decreto, y la propia Secretaría Presidencial, en un boletín dado a publicidad en la prensa, la funda en la acción de problemas de orden interno de la Universidad. La opinión pública espontáneamente se ha solidarizado con las aspiraciones de los estudiantes en esta hora trágica en que la flor de la juventud de los países libres ofrendan sus vidas en defensa de los altos ideales de la humanidad y de la democracia, a cuya causa está afiliada nuestra patria.Es por ello doloroso ver que el Primer Magistrado de la Nación, sin duda basado en informaciones inexactas, tendenciosas e interesadas, haya lanzado a la juventud el grave cargo de nazi-fascismo. La juventud, señor Presidente, jamás vibra al impulso de mezquinas tendencias y por el contrario, interpreta y encarna los ideales más limpios y las más nobles aspiraciones. La de Guatemala no es en este caso una excepción. Convencidos de la pureza de los ideales de la juventud universitaria guatemalteca, nos sentimos obligados, como ciudadanos conscientes a solidarizarnos plenamente con sus legitimas aspiraciones. Es así como movidos tan sólo por nuestro fervoroso patriotismo venimos a rogar la ilustrada atención de usted acerca de los apremios de la hora actual y del imperativo del deber, sentido por todos, de que el gobierno se encauce hacia metas prometedoras que aseguren el derecho y satisfagan las legítimas aspiraciones de la familia guatemalteca. El decreto de suspensión de garantías ha venido a crear una situación de intranquilidad y zozobra que agudiza la angustia de la hora en que vive la humanidad, en vez de asegurar la paz y el orden que pareció inspirarlo. La restricción de garantías crea una situación de hecho, en la cual el pueblo carece de medios legales para manifestar sus justos anhelos y es susceptible de provocar consecuencias funestas que, como guatemaltecos conscientes, seríamos los primeros en deplorar. Ante un régimen de derecho, la ciudadanía actúa dentro de la legalidad. Una situación de hecho engendra tarde o temprano, un reacción de violencia. Con toda hidalguía reconocemos que la actual administración presidida por usted, ha hecho, en lo material, obra constructiva. Empero, su labor, como todo lo humano, no ha llegado a satisfacer muchas aspiraciones populares por falte de medios de libre expresión. Alrededor de los gobernantes actúan y medran fuerzas burocráticas e intereses creados que se fortalecen con el transcurso de los años, y que llevan al mandatario visiones falseadas de la realidad ambiente. Por esta razón debe desconfiarse siempre de las “adhesiones” que, nacidas del temor o del interés, llegan hasta el gobernante a través del mecanismo oficial, las cuales jamás presentan el auténtico “sentimiento popular”. Seguramente corresponderá a usted, aquilatar muy pronto el valor de tales “adhesiones” a diferencia de la genuina sinceridad que nos anima. Guatemala no puede substraerse a los imperativos democráticos de la época. Es imposible frustrar con medidas coercitivas los incontenibles impulsos de la generosa ideología que está reafirmándose en la conciencia universal a través de la más sangrienta de las luchas libradas entre la opresión y la libertad. Estamos seguros, Señor Presidente, que su espíritu comprensivo acogerá la presente gestión con el mismo interés patriótico que nos mueve a dirigírsela, confiados en el, pedimos lo siguiente: 1o. El restablecimiento de las garantías suspendidas, para que el pueblo pueda gozar, sin demora, de la plenitud de sus derechos constitucionales; y 2o. Dictar las disposiciones pertinentes a fin de que tales garantías tengan plena efectividad. Guatemala, 22 de junio de 1944. |

Este memorial fue redactado en casa del doctor el Dr. Julio Bianchi y además de Azmitia González, entre los firmantes estaban:
- César Brañas
- Eduardo Cáceres Lehnhoff
- Manuel Galich
- Flavio Herrera
- Julio César Méndez Montenegro
- Dr. Carlos Federico Mora
- Lic. David Vela[24]

Ubico no respondió favorablemente a este memorando, atacando a las manifestaciones que se realizaron el 25 de junio de ese año y que se saldaron con el fallecimiento de varias personas, entre ellas la maestra María Chinchilla Recinos.  La muerte de Chinchilla aceleró los acontecimientos, dado la fuerte presencia del magisterio en los movimientos en contra de Ubico, y resultó en la renuncia del presidente el 1.º de julio de 1944.

## Muerte
Azmitia González falleció el 29 de junio de 1946, víctima de un repentino paro cardíaco.  Sus restos mortales fueron objeto de numerosos homenajes y luego fue sepultado en el Cementerio General de la Ciudad de Guatemala bajo la bandera del Unionismo.